# 莱尔姆和米塞
莱尔姆和米塞（法語：Lerm-et-Musset，法語發音：[lɛʁm e mysɛ]）是法国吉伦特省的一个市镇，属于朗贡区。

## 地理
莱尔姆和米塞（44°19'39"N, 0°9'25"W）面积36.87 平方千米，位于法国新阿基坦大区吉倫特省，该省份为法国西南部沿海省份，是法國本土面积最大的省，北起滨海夏朗德省，西临大西洋，南至朗德省，东南接洛特-加龍省，东临多爾多涅省。
与莱尔姆和米塞接壤的市镇（或旧市镇、城区）包括：拉瓦藏、屈多斯、埃斯科德、古阿拉德、马里翁、吉斯科。

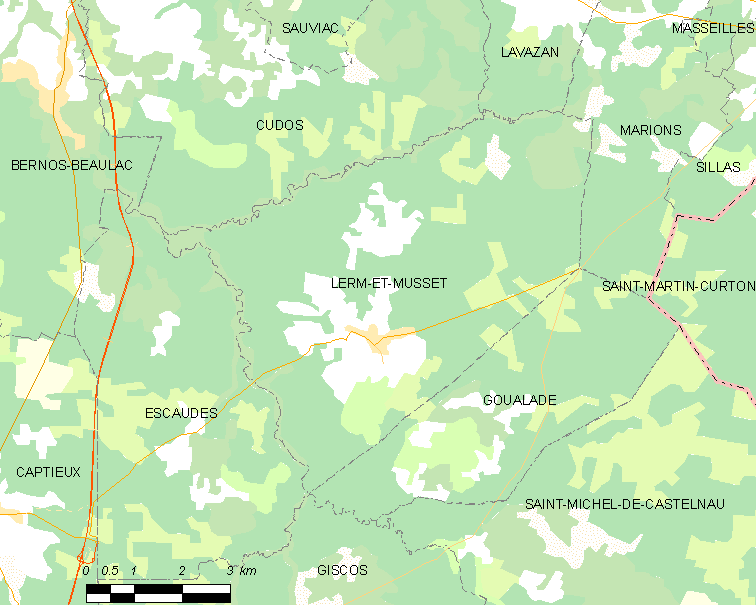
莱尔姆和米塞的OSM定位图

莱尔姆和米塞的时区为UTC+01:00、UTC+02:00（夏令时）。

## 行政
莱尔姆和米塞的邮政编码为33840，INSEE市镇编码为33239。

## 政治
莱尔姆和米塞所属的省级选区为南吉伦特县。

## 人口

1962-2008年间莱尔姆和米塞人口变化图示

莱尔姆和米塞于2022年1月1日时的人口数量为491人。